# 永江一仁
永江 一仁（ながえ かずひと、1936年3月14日 - 2012年3月11日）は、日本の元政治家。元民社党衆議院議員（通算2期）、兵庫県議会議員（通算2期）。父は元衆議院議員、農林水産大臣の永江一夫。長男の一之は、神戸市会議員。

## 概要
兵庫県出身。関西学院大学経済学部卒。
兵庫県議会議員を経て、引退した永江一夫の後継候補として民社党公認で1972年の第33回衆議院議員総選挙に旧兵庫1区から出馬するも落選。1976年の第34回衆議院議員総選挙でも落選するが1979年の第35回衆議院議員総選挙で初当選。翌年の第36回衆議院議員総選挙で落選するも、1983年の第37回衆議院議員総選挙で当選し返り咲いた。
しかし、これ以降1986年、1990年の衆議院議員選挙で落選。1992年の第16回参議院議員通常選挙に出馬するも落選した。1994年に民社党を離党し、民主改革連合へ移籍。翌年、民主改革連合公認で第17回参議院議員通常選挙に出馬するも落選した。
1998年に民主改革連合が民主党に合流したことに伴い、民主党に移籍。民主党兵庫県連幹事長に就任し、党勢拡大に努めた。2000年の第42回衆議院議員総選挙では民主党公認で比例近畿ブロック単独で出馬するも落選。
2004年に政治活動からの引退を表明した後は民主党兵庫県連顧問を務めた。
2012年3月11日、神戸市内の病院にて肺炎のために死去。75歳没。

## 脚註
1. ↑  永江一仁氏死去（元民社党衆院議員） 時事通信 2012年3月12日閲覧